# Codford
Codford est une paroisse civile du Wiltshire, en Angleterre.